# Romina Goldszmid
Silvana Romina Goldszmid (Buenos Aires, siglo XX) es una bióloga argentina radicada en Estados Unidos que investiga la inmunología tumoral. Es investigadora de los Institutos Nacionales de Salud (NIH Stadtman) en el Instituto Nacional del Cáncer.

## Primeros años
Romina Goldszmid realizó una maestría en bioquímica y un doctorado en inmunología tumoral trabajando en vacunas a base de células dendríticas para la inmunoterapia del melanoma en la Universidad de Buenos Aires, parte del cual se realizó como académica visitante en el laboratorio de Ralph M. Steinman de la Universidad Rockefeller. En 2004, llegó a los Institutos Nacionales de Salud (NIH) para realizar una investigación postdoctoral en inmunología de enfermedades infecciosas con Alan Sher en el Laboratorio de Enfermedades Parasitarias (LPD) del Instituto Nacional de Alergias y Enfermedades Infecciosas (NIAID).

## Carrera e investigación
En 2009, Goldszmid volvió a la inmunología tumoral, incorporándose al laboratorio de Giorgio Trinchieri en el Center for Cancer Research ( CCR), National Cancer Institute (NCI), como científico de planta. En 2015, se convirtió en Investigadora Earl Stadtman del National Institute of  Health ( NIH) en el Laboratorio de Inmunología Integrativa del Cáncer e Investigadora Adjunta. En 2019, ganó un Premio Presidencial de Carrera Temprana para Científicos e Ingenieros.
Goldszmid tiene un interés de  en comprender los mecanismos que gobiernan el desarrollo, la maduración funcional y la dinámica de la red celular de fagocitos mononucleares (por ejemplo, células dendríticas, monocitos y macrófagos) que desempeña un papel fundamental en la defensa del huésped. En particular, su investigación se centra en vincular el microbioma, el desarrollo de fagocitos mononucleares y el cáncer y las enfermedades infecciosas con el objetivo final de identificar nuevas intervenciones terapéuticas potenciales para mejorar el tratamiento del cáncer. Goldszmid y sus colegas demostraron por primera vez que la microbiota intestinal controla la respuesta a la inmunoterapia y la quimioterapia del cáncer modulando las funciones de las células mieloides en el microambiente del tumor.